# Арсинський
Арсинський (рос. Арсинский) — селище у Нагайбацькому районі Челябінської області Російської Федерації.
Входить до складу муніципального утворення Арсинське сільське поселення. Населення становить 1068 осіб (2010).

## Історія
Згідно із законом від 9 липня 2004 року органом місцевого самоврядування є Арсинське сільське поселення.

## Населення
| 2002 | 2010  |
| ---- | ----- |
| 1346 | ↘1068 |